# Braccialetto

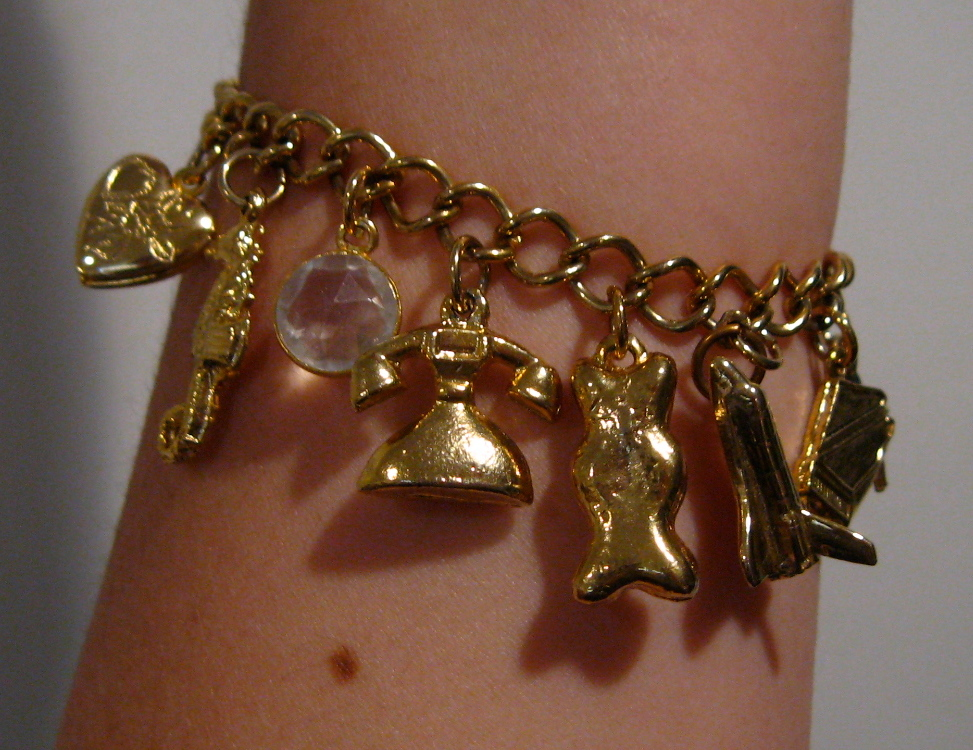
Un braccialetto, con ciondoli dorati, che mostra un cuore, un cavalluccio marino, un cristallo, un telefono, un orso, un'astronave e un pianoforte.

Un braccialetto (o bracciale) è un gioiello portato al polso. I braccialetti possono avere usi diversi, come essere indossati per ornamento; se indossati come ornamenti, i braccialetti possono avere una funzione di supporto per contenere altri oggetti di decorazione, come i ciondoli. Le informazioni mediche e di identità sono contrassegnate su alcuni braccialetti, come i braccialetti per le allergie, le etichette di identificazione del paziente ospedaliero e le etichette dei braccialetti per neonati. I braccialetti possono essere indossati per indicare un determinato fenomeno, come per scopi religiosi/culturali.
Se un braccialetto è un unico anello rigido, viene spesso chiamato braccialetto; quando viene indossato intorno alla caviglia, viene chiamato cavigliera; un braccialetto di stivale, è usato per decorare gli stivali. I braccialetti possono essere realizzati in metallo, in pelle, in stoffa, in plastica, in perline o in altri materiali; i braccialetti, a volte, contengono altri gioielli, rocce, legno, conchiglie, cristalli, metallo o cerchi di plastica, perle e molti altri materiali.

## Origini

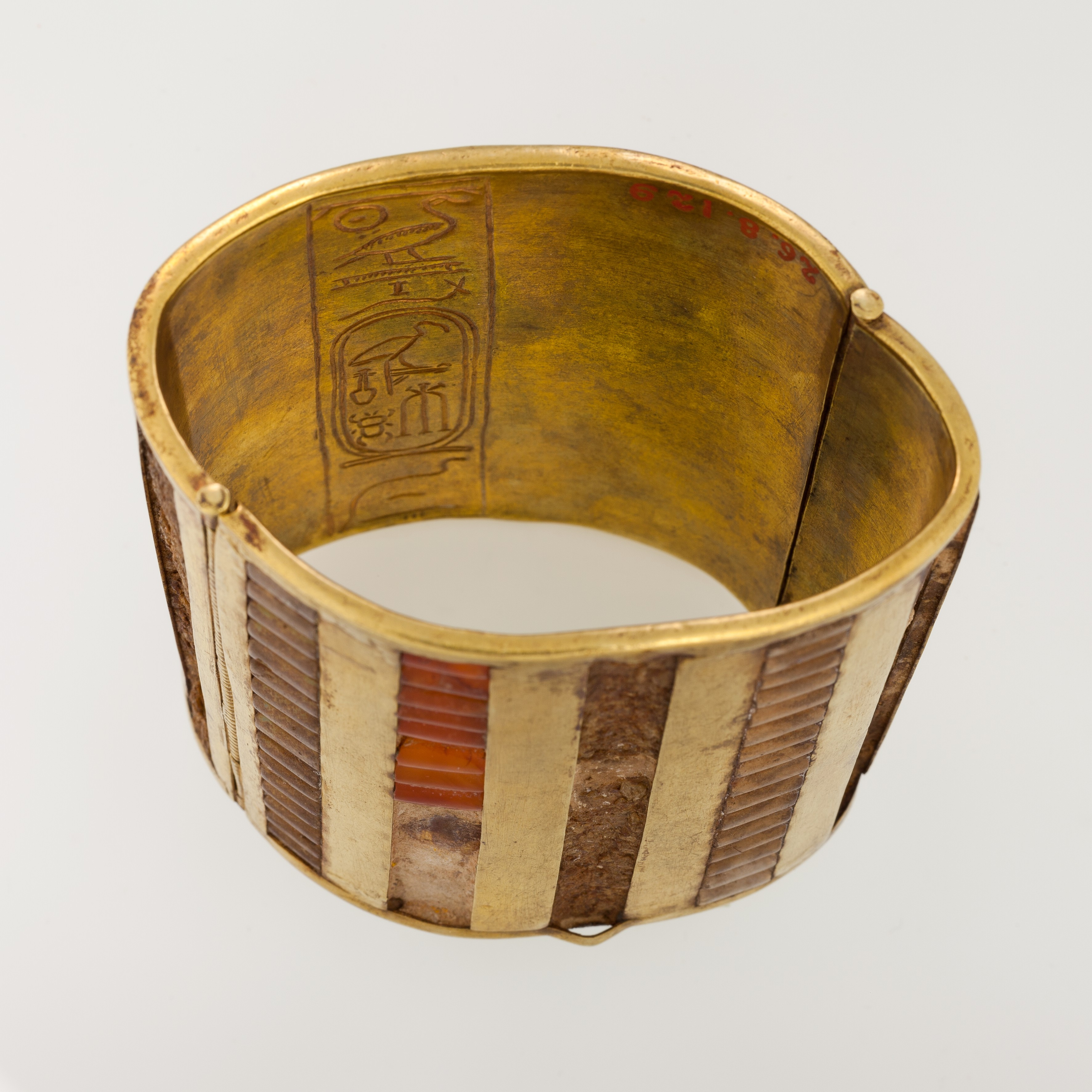
Bracciale incernierato, risalente all'Antico Egitto, 1479 - 1425 a.C..

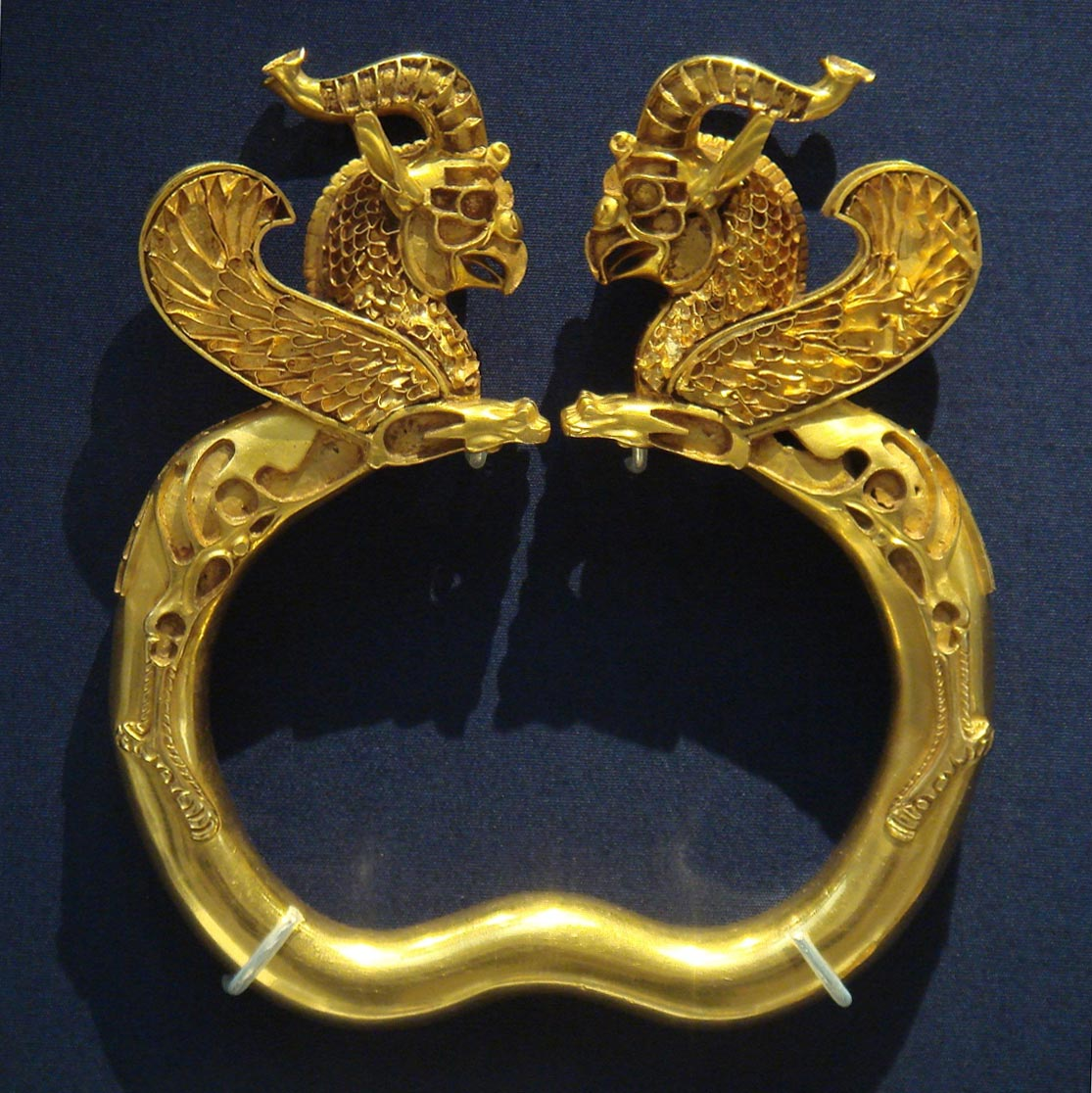
Bracciale penannulare, tesoro dell'Oxus, Impero achemenide, 500 a.C..

Sebbene il termine bracciale possa essere tecnicamente simile, si intende un oggetto che si trova sulla parte superiore della spalla: un anello per il braccio. L'origine del termine bracciale deriva dal greco antico brachile che significa "del braccio", tramite l'antico braccialetto francese. Un braccialetto è anche un piccolo tutore o bracciale (una protezione per il braccio, usata dagli arcieri).

## Significati culturali e religiosi
La storia dei braccialetti egizi risale al 5000 a.C; a cominciare da materiali come ossa, pietre e legno per servire interessi religiosi e spirituali. Dalla National Geographic Society, il "Bracciale Scarabeo" è uno dei simboli più riconosciuti dell'Antico Egitto; lo scarabeo rappresentava la rinascita e la rigenerazione; scarabei intagliati venivano indossati come gioielli e avvolti nelle bende di lino delle mummie. Nella mitologia egizia, era presente il dio scarabeo, Khepri, che spingeva il sole attraverso il cielo.
Nel 2008, gli archeologi russi dell'Istituto di Archeologia ed Etnologia di Novosibirsk, lavorando nella grotta di Denisova, nei Monti Altaj, scoprirono un piccolo frammento osseo del quinto dito di un giovane ominide, soprannominato la "donna X" (in riferimento alla discendenza materna del DNA mitocondriale) o all'Homo di Denisova. I manufatti, incluso un braccialetto, scavati nella grotta allo stesso livello sono stati datati al carbonio a circa 40.000 anni fa.
In Bulgaria, c'è una tradizione chiamata Marteniza, che a volte prevede di legare un filo rosso e bianco intorno al polso per compiacere Baba Marta, in modo che la primavera arrivi prima.
In Grecia, in una tradizione simile, intrecciare un braccialetto con un filo rosso e bianco (il primo giorno di marzo) e indossarlo fino alla fine dell'estate, è chiamata "Martis" ed è considerata un aiuto per proteggere la pelle di chi lo indossa dal forte sole greco.
In alcune zone dell'India, il numero e il tipo di braccialetti indossati da una donna denota il suo stato civile.
Nel Sikhismo, un braccialetto di ferro è uno degli articoli obbligatori conosciuti come le Cinque K.
Nel Sudamerica, i braccialetti Azabache sono indossati per proteggersi dal Mal de ojo. Si crede che il malocchio sia il risultato di eccessiva ammirazione o sguardi invidiosi da parte di altri e che far indossare ai neonati, un azabache (un braccialetto o una collana d'oro con un ciondolo di corallo nero o rosso, a forma di pugno), li protegga dal malocchio.

## Altri braccialetti

### Braccialetti per la salute
I braccialetti per la salute alternativi, come i braccialetti ionizzati, i braccialetti del Karma, i braccialetti magnetici e i braccialetti con ologramma Power Balance non si distinguono per il loro design ma, piuttosto, per la funzione benefica rivendicata dai loro produttori e distributori. I bracciali del Karma sono realizzati con perline di legno e possono contenere vari ciondoli e sono associati al portare fortuna a coloro che scelgono di indossarlo; nessuna affermazione di efficacia fatta dai produttori è mai stata corroborata da fonti indipendenti.